# Apus unicolor
Apus unicolor là một loài chim trong họ Apodidae.